# Буста (Тревизо)
Буста је насеље у Италији у округу Тревизо, региону Венето.
Према процени из 2011. у насељу је живело 554 становника. Насеље се налази на надморској висини од 84 м.